# Горбеа, Уэйн
Уэ́йн Горбе́а (исп. Wayne Gorbea, 22 октября 1950, Нью-Йорк, США — 14 сентября 2015, Нью-Йорк, США) — известный американский сальса-музыкант пуэрто-риканского происхождения, пианист, перкуссионист, продюсер, аранжировщик и руководитель ряда латиноамериканских оркестров, исполнявших музыку преимущественно в стиле «жёсткая сальса» (исп. salsa dura).

## Ранние годы
Уэйн Горбеа родился 22 октября 1950 года на Манхэттене в Нью-Йорке, в семье пуэрториканцев. В 1965 году, будучи учеником старших классов, начал обучаться игре на скрипке и оркестровке; вскоре переключился на обучение игре на трубе; играл на конгах во время уличных румбонов, давал любительские концерты. Разочаровавшись в школе, вступил в армию США, и был направлен в Южную Корею, где служил с 1969 по 1971 год. Служа в армии, Уэйн тем не менее продолжал заниматься музыкой, самостоятельно обучаясь игре на фортепиано, копируя на слух манеру игры Чарли и Эдди Палмьери и Ричи Рэя. После демобилизации Горбеа женился на своей корейской подруге Мьонг (Myong) и в 1971 году вернулся в Нью-Йорк.

## Музыкальная карьера
Возвратившись домой, Горбеа организовал «Оркестр Ку́да» (Orquesta Cuda), который просуществовал очень недолго; затем, уже в качестве конгеро, группу «Новая компарса» (La Nueva Comparsa). Вновь вернувшись к музицированию на фортепиано, в 1973 году Уэйн сформировал новый ансамбль — Конхунто «Сальса» (Conjunto Salsa), состоявший из двух тромбонов, трубы и латиноамериканской ритм-секции, и в таком составе, в сотрудничестве с группой «Сальса Борикуа» (Salsa Boricua), записал свой дебютный альбом на фирме звукозаписи «SMC».

Этот альбом был записан жарким летним днём июня 1974 года в студии Габриэля Ольера в Квинсе, выходящей на Вудхавен-бульвар. На улице было около 32 °C, а в студии с единственным вентилятором — как минимум на 12 °C теплее. Музыканты только-только отыграли четыре концерта и были совершенно невыспавшимися и не отдохнувшими. Мы начали работу в 9 утра, но были полны энтузиазма и желания сделать запись!
Оригинальный текст (англ.)The album was recorded on a hot summer day in June 1974 in Gabriel Oller's studio in Queens, off Woodhaven Boulevard. It was about 90 degrees outside and at least 10 degrees hotter in the studio with only fans to cool us off. The band had just finished playing four gigs and hadn't had any sleep. We started at 9:00 a.m., but were gung ho and eager to record!
— Уэйн Горбеа
Почти все песни этого альбома, выпущенного в 1978 году на фирме звукозаписи «Диско интернешнл» (Disco International) под названием «Сальса» (La salsa), были написаны самим Горбеа; он же был продюсером и основным аранжировщиком пластинки. Звучание следующего диска, выпущенного на том же лейбле в 1979 году, «Сальса и чаранга» (La salsa y charanga), как и следует из названия альбома, было приближено к стилю чаранг, чему способствовало добавление в состав ансамбля флейты и скрипок. Сингл «Ариняняра/Ночь всё ещё молода» (Ariñañara/The night is still young) 1980 года стал дебютной пластинкой собственной фирмы грамзаписи Горбеа «УэйнГо» (WayneGo Productions). В 1986 году на «УэйнГо» был выпущен альбом «Продолжая танцевать» (Sigan bailando), посвящённый жене Горбеа, Мьонг, с новым вокалистом — Фрэнки Васкесом (Frankie Vázquez), известным в дальнейшем по работам в группах «Либре» (Libre) и «Лос сонерос дель Баррио» (Los soneros del Barrio). Пластинка, помимо прочих песен, включала композицию Хусти Баррето (Justi Barreto) «То, что говорит Хусти» (Lo que dice Justi), ставшую очень популярной.

Как-то раз я был в турне вместе с «Групо Ниче», и мы ехали в Лас-Вегас из Лос-Анджелеса. Когда музыкант группы, колумбиец Чарли Кардона узнал, что эту песню на диске «Продолжая танцевать» пою я, он спел «То, что говорит Хусти» от начала до конца, все сонео — словом, один к одному. У меня волосы встали дыбом: я не мог поверить, что этот мальчик знает всю песню наизусть. Он просто потряс меня. Ко мне подошёл тимбалеро. Как старший (ему было 29 лет) он сказал: «Знаете, эта песня нечто вроде „иконы“ в Колумбии. Все группы начинают с неё. „То, что говорит Хусти“ — это песня, на которой все они учатся, примерно то же, что песня „Билонго“ для нью-йоркских сальсеро».
Оригинальный текст (англ.)I was travelling once with Grupo Niche, and we were going to Las Vegas from Los Angeles. When Charlie Cardona, the Grupo Niche guy from Colombia, found out I was the singer on «Sigan bailando», he sang the whole of «Lo que dice Justi», all the soneos and everything. My hairs were sticking out, because I couldn't believe that this kid knew all the song. He amazed me. And the timbalero came up to me. Like 29 years old and tells me, «You know that it is like an icon in Colombia. All the bands that start. „Lo que dice Justi“ is a song that they all study. It’s like what you have in New York, „Bilongo“».
— Фрэнки Васкес
В 1987 году «Конхунто Сальса» покинул его музыкальный директор и контрабасист Гарри Хустиниано (Harry Justiniano), забрав с собой своего брата — конгеро Анхеля Хустиниано (Ángel Justiniano) и Фрэнки Васкеса и перейдя на работу в чарангу «Чарансон» (Charansón) из Бронкса. Следующую пару лет обязанности музыкального директора группы были распределены между тромбонистами Дэйвом Чемберленом (Dave Chamberlain) и Риком Дэвисом (Rick Davies).
На следующем своём альбом — «Приправа» (El condimento), который Горбеа записал в 1988 году на звукозаписывающей фирме «Мартинес Рекордс» (Martinez Records), «Конхунто Сальса» предстала в обновлённом составе: количество тромбонов было увеличено до трёх, а в качестве вокалиста выступил Орландо Авилес (Orlando Avilés), также игравший на гуиро и написавший для пластинки три композиции, включая заглавный трек. Одной из лучших песен альбома стала песня Арсенио Родригеса 1948 года в обработке Дэйва Чемберлена «Тумба пало кукуйе» (Tumba Palo Cucuye).
В 1986—1991 годах Горбеа и «Конхунто Сальса» часто выступали в прямом эфире шоу «Монтуно» (Montuno) Эла Анхелоро (Al Angeloro) на радио WBAI. В сентябре 1988 года на станции WBAI состоялся джем-сейшн, посвящённый Чарли Палмьери, и в качестве руководителя этого сводного оркестра Анхелоро пригласил Уэйна Горбеа. Прозвучавшая в эфире версия песни «Тумба пало кукуйе» стала наиболее популярной композицией за всё время проведения программы.
В марте 1992 года состоялся дебют Горбеа в Великобритании, где он выступил в составе группы «Либре», играя на клаве и исполняя вокальные партии в составе хора.
Успешные еженедельные выступления Горбеа на протяжении двух месяцев 1996 года в клубе «Гонсалес и Гонсалес» (González y González) вдохновили Уэйна воссоздать свой собственный оркестр, переименованный Мэнни Окендо (Manny Oquendo), лидером группы «Либре», в «Сальса пиканте» (Salsa Picante). В 1997 году на «УэйнГо» оркестром был записан альбом «Cogele el gusto», причём вокальные партии на нём исполнил Фрэнк Отеро (Frank Otero), несколькими годами ранее сменивший Авилеса. — Диск стал настоящим хитом в латиноамериканских клубах Великобритании. Повторно изданный в конце 1998 года на лейбле «Шаначи» (Shanachie), альбом разошёлся более широко и имел большую популярность. В марте 1999 года, как бы подтверждая свою популярность в Великобритании, Горбеа и «Сальса пиканте» совершили тур по Британии, сделавший большие кассовые сборы.
В 2000 году на лейбле «Шаначи» был выпущен чрезвычайно удачный альбом «Наслаждаясь… Жёсткая сальса в Бронксе!» (¡Saboreando… Salsa dura en el Bronx!), названный британским диск-жокеем и колумнистом Дэйвом Хакером «первым крупным латиноамериканским альбомом XXI века». В 2002 году на этой же фирме звукозаписи Уэйн Горбеа и «Сальса пиканте» записали не менее удачный альбом «Праздник в Бронксе» (Fiesta en el Bronx), а в 2006 на «УэйнГо» — диск «¡Pracatún! Cogele el gusto otra vez».
14 сентября 2015 Уэйн Горбеа скончался в своей нью-йоркской резиденции. Известно, что артист проходил курс химиотерапии в связи с онкологическим заболеванием.